# Tully Lake
Der Tully Lake ist ein Stausee auf dem Gebiet der Stadt Royalston im Bundesstaat Massachusetts der Vereinigten Staaten. Er wurde in der Mitte des 20. Jahrhunderts vom United States Army Corps of Engineers (USACE) errichtet und dient hauptsächlich zur Eindämmung von Überflutungen bei starken Regenfällen, wird aber auch zu Freizeit- und Erholungszwecken genutzt.

## Funktion der Flutkontrolle
Der 1.262 Acres (5,1 km²) Fläche umfassende See wurde als Teil des Systems zur Flutkontrolle des Connecticut River konzipiert und von 1947 bis 1949 für eine Gesamtsumme von 1,6 Mio. US-Dollar (dies entspricht einem heutigen Wert von ca. 19.410.000 Dollar) errichtet. Bereits vor seiner endgültigen Fertigstellung wurde er erfolgreich zur Begrenzung der Neujahrsflut von 1949 eingesetzt.
Im April 1987 fielen während zweier Unwetter gut 6 in (152,4 mm) Niederschlag und ließen den Pegel des Sees auf mehr als 35 ft (10,7 m) an der Staumauer ansteigen. Trotz dieser großen Regenmenge war der See zu diesem Zeitpunkt nur zu 62 % gefüllt. Das USACE schätzt, dass der See alleine in diesem Fall Schäden in Höhe von 3 Millionen Dollar bzw. 25,6 Mio. Dollar seit seiner Inbetriebnahme verhindert hat.

## Flora und Fauna
Das Management des Sees und seiner Umgebung ist darauf ausgelegt, ein gesundes Ökosystem und die große Biodiversität des Tully River Valley mit seinen Wäldern, Feuchtgebieten, Wasserflächen und Wildbeständen sicherzustellen und zu erhalten. Nahegelegene, von der Organisation The Trustees of Reservations als Schutzgebiete verwaltete Attraktionen wie die Wasserfälle Doane’s Falls, Spirit Falls und Royalston Falls sowie der Jacobs Hill ziehen regelmäßig Besucher und Touristen an und sind über gekennzeichnete Wanderwege miteinander verbunden.
Neben den Trustees arbeitet daran ebenfalls das Division of Fisheries and Wildlife des Massachusetts Executive Office of Energy and Environmental Affairs, das bspw. gezielte Baumfällungen durchführt, um Platz für jungen Wald zu schaffen, auf den bestimmte Tierarten – insbesondere Weiden-Gelbkehlchen, Katzendrosseln, Singammern, Gelbscheitel-Waldsänger und Gold-Waldsänger – für die Schutzsuche, das Brüten oder die Aufzucht von Jungtieren angewiesen sind. So wurde aus diesen Gründen südlich des Sees ein 11 Acres (4,5 ha) großer Bestand von Weymouth-Kiefern gerodet.
Obwohl der Staudamm des Sees bereits 1949 fertiggestellt wurde, entstand der heutige Tully Lake erst 1966 und bietet seitdem Anglern die Möglichkeit, Forellenbarsche, Kettenhechte, Amerikanische Flussbarsche, Sonnenbarsche, Katzenwelse und Brachsen zu fangen. Rund um den See leben eine große Vielzahl unterschiedlicher Tierarten, die von kleinen Insekten und Singvögeln bis zu großen Säugetieren wie Rothirschen und Elche reichen. Obwohl der Stausee bei voller Kapazität eine Fläche von 1.140 Acres (4,6 km²) überfluten kann, dient er im Normalfall als Lebensraum für Wildtiere und öffentliches Naherholungsgebiet.
54 % der Fläche des Sees besteht aus Feuchtgebieten, die Fischen, Wassergeflügel, Singvögeln, Insekten, Reptilien, Amphibien und Säugetieren wie Bibern, Ottern und Nerzen einen Lebensraum bieten. In den übrigen Bereichen leben vor allem Rothirsche, Kojoten, Fischermarder, Eulen, Füchse, Waschbären, Skunks, Stachelschweine, Kaninchen und Hörnchen. Der Wald rund um den See besteht hauptsächlich aus Weymouth-Kiefern, die auf im 19. Jahrhundert verlassenen Feldern neu wuchsen.
Mehr als 700 Acres (2,8 km²) der Feuchtgebiete dienen darüber hinaus zur Reinigung des Wassers von Giftstoffen und Sedimenten sowie zur Verlangsamung bzw. Abschwächung von Fluten. In einem isolierten Toteissee in der Nähe des Tully Lake befindet sich ein Fichten-Hochmoor. In den Bereichen zur Hochwasserentlastung wachsen neben Moosbeeren auch Sonnentau und andere fleischfressende Pflanzen.
Im Umfeld des Stausees können noch Grundmauern und andere Überreste von Häusern, Mühlen oder einer Kirche gefunden werden, die Hinweise auf die ehemalige Nutzung dieses Gebiets als landwirtschaftliche und industrielle Nutzflächen geben. Der beschilderte Wanderweg „An Ordinary Story“ führt vom Parkplatz aus an einigen dieser Ruinen vorbei.

## Freizeit und Erholung
Der See bietet mit seiner Umgebung ideale Voraussetzungen für umfangreiche und ausgedehnte Aktivitäten. Rund um den See führt ein 4 mi (6,4 km) langer Wanderweg, der Teil des mit 22 mi (35,4 km) deutlich längeren Tully Trail ist und die Doane’s Falls an den See anbindet. Der Tully Trail verbindet mit den Schutzgebieten der Trustees of Reservations The Ledges, Jacobs Hill und Royalston Falls, den Waldgebieten Royalston State Forest und Warwick State Forest sowie dem Tully Mountain eine Vielzahl von Sehenswürdigkeiten.

### Sport
Für Mountainbikefahrer steht ein gesonderter, 7,5 mi (12,1 km) langer Weg zur Verfügung, der ebenfalls besondere landschaftliche Eindrücke bietet, allerdings sehr anspruchsvoll und daher nicht für Anfänger geeignet ist.
Der See kann mit Kanus, Kajaks oder auch mit kleinen Motorbooten (max. 10 PS) erkundet werden, die bei Bedarf auch vor Ort angemietet werden können. Seit 2003 steht eine Discgolf-Anlage zur Verfügung, die 2006 auf 18 Löcher erweitert wurde. Auf dem See ist das Angeln, im Umfeld des Sees auch die Jagd erlaubt. Dafür sind ggf. passende Lizenzen zu erwerben.
Im See gibt es keinen ausgewiesenen Bereich für Schwimmer, jedoch ist das Schwimmen ausdrücklich erlaubt. Auch im Winter bieten sich rund um den See eine Vielzahl an Freizeitaktivitäten.

### Tully Lake Campground
Der Tully Lake Campground ist ein Zeltplatz in der Nähe des Sees. Er befindet sich im Eigentum des USACE, wird jedoch von den Trustees of Reservations verwaltet. Er ist zwischen den US-amerikanischen Feiertagen Memorial Day und Labor Day täglich sowie bis zum Kolumbus-Tag an den Wochenenden geöffnet.